# 書写山
書写山（しょしゃざん）は、兵庫県姫路市にある山。書寫山とも。
西播丘陵県立自然公園に含まれており、兵庫県の鳥獣保護区（特別保護地区）に指定されているほか、ひょうごの森百選、ふるさと兵庫50山に選定されている。書写山の一部には原生林が残る。山上には西国三十三所の圓教寺がある。
室町時代に玄棟によって成立した説話集の三国伝記には三湖伝説の元になったと思われる説話が記載されており、そこでは書写山周辺の釈難蔵という法華の持者が十和田湖の主になった物語の起源が語られている。

## 交通案内
- 神姫バス「書写山ロープウェイ」下車すぐ。
  - 神姫バスターミナルで往復セット割引券「書写山ロープウェイ セット券」を販売している[2]。
- 山陽自動車道山陽姫路西インターチェンジから約10分、中国自動車道夢前スマートインターから15分。姫路バイパス 中地ランプから約15分。ロープウェイの山麓駅に無料駐車場がある。

## 登山
- 登山道は、東坂・西坂・六角坂・刀出坂・鯰尾坂・置塩坂の6つがある。書写山ロープウェイに乗れば麓から約4分で山上に着くほか、志納所前から摩尼殿近くまで有料マイクロバスが出ている。
  - 2022年（令和4年）3月31日のダイヤ改正で、登山道の最寄りとなる一部のバス停留所の名称が、登山道の名称を付したものに変更された[3]。
- 過去には観光用の馬車も運用されていたが2000年（平成12年）3月31日に廃止され、上記のマイクロバス運行に切り替えられた。

## 周辺
- 姫路市立書写中学校
- 東洋大学附属姫路中学校・高等学校
- 兵庫県立大学姫路書写キャンパス
- 姫路市書写の里・美術工芸館
- 太陽公園
- 峰相山
- 夢前川
- 菅生川